# Ліпіт-Іштар
Ліпіт-Іштар — цар Ісіна, Шумеру й Аккада.

## Правління
Як і його попередники, Ліпіт-Іштар був обожнений за життя.
1933 року до н. е. аморей Гунгунум, який, імовірно, перебував на службі у Ліпіт-Іштара, захопив владу в маленькому, але стратегічно важливому місті Ларса, де проголосив себе царем. Ліпіт-Іштар упродовж тривалого часу суперничав з царством Ларса й аморейськими племенами.
Значну увагу цар приділяв місту Ур, де він призначив верховною жрицею богині Нінгублагі свою дочку Ен-Нінсунзіг. Також він продовжив будівельні роботи у місцевих храмах.
Особливо Ліпіт-Іштар відзначився своєю законодавчою діяльністю. З його законодавчих розпоряджень було складено один з найдавніших зводів законів шумерською мовою, що умовно називають «Кодексом Ліпіт-Іштара», — прямий попередник відомого законодавства вавилонського царя Хамурапі. Кодекс Ліпіт-Іштара первинно складався з 43 статей і містив пролог та епілог. Первинний кодекс, вибитий на камені, не зберігся, але під час розкопок у Ніппурі вдалося знайти сім фрагментів пізніших копій на глиняних табличках. Способом зіставлення тих фрагментів удалось відновити збірку законів Ліпіт-Іштара, хоч і не в повному вигляді. Закони Ліпіт-Іштара були покликані закріпити економічні відносини, що на той момент існували, за умов зміцнення приватної власності. Приклади законів Ліпіт-Іштара, що збереглись донині, стосуються правил і порядку винаймання робочої сили та майна, сімейного права та права спадкування, різноманітних аспектів володіння приватною власністю, відносин у земельному та борговому праві. У законах Ліпіт-Іштара не було відмінностей між рабом-військовополоненим, купленим рабом і рабом-боржником, не передбачалось жодних відмінностей у правовому сенсі між амореями й рештою населення Шумеру та Аккада. Виходячи з прологу, закони було складено з урахуванням передусім інтересів населення міст Ніппура, Ура й Ісіна.
Наприкінці правління Ліпіт-Іштара Гунгунум захопив Ур, внаслідок чого від держави відокремилась південна її частина. Імовірно, Ліпіт-Іштар був повалений в результаті повстання. Принаймні його наступник Ур-Нінурта не був його сином та, імовірно, був узурпатором. Після загибелі Ліпіт-Іштара припинилась пряма лінія династії царів Ісіна, що походила від Ішбі-Ерри. Відтоді Південна Месопотамія розпалась на безліч дрібних держав, які сперечались одна з одною.